# Нюйоркско психоаналитично общество
Нюйоркското психоаналитично общество и Институт – основани през 1911 от Ейбрахам Брил- са най-старата психоаналитична организация в САЩ.
Основаващи членове са: Луис Биш, Брил, Хорейс Фринк, Фредерик Фарнъл, Уилям Гарвин, Август Хох, Морис Карпас, Кларънс Оберндорф, Бронислав Онуф-Онуфрович, Ърнест Поате, Чарлс Рикшър, Джейкъб Розенблум, Едуард Скрипчър и Самюъл Таненбаум.
Института е професионален дом на някои лидери в психоаналитично обучение и лечение като Маргарет Малер, Ернст Крис, Курт Айслер, Хайнц Хартман, Абрам Кардинер, Рудолф Льовенщайн, Чарлс Бренър и Ото Кернберг.